# Stephen Lee (Snookerspieler)
Stephen Lee (* 12. Oktober 1974 in Trowbridge, Wiltshire) ist ein englischer Snookerspieler.

## Karriere
Stephen Lee hat in seiner Karriere 184 Century Breaks erzielt und fünf Ranglistenturniere der Snooker Main Tour gewonnen, zuletzt die Grand Finals der Players Tour Championship 2012. Hinzu kommen zwei Titel bei Minor-Ranglistenturnieren.

### 1992–2000
Lee gewann 1992 die englische Amateurmeisterschaft und gab im selben Jahr sein Debüt auf der Profitour. Innerhalb von fünf Jahren stieß er in die Top 16 der Snookerweltrangliste vor.
In der Saison 1997/98 erreichte er bei den Ranglistenturnieren Scottish Open und UK Championship jeweils das Halbfinale. In der folgenden Saison gewann er durch einen Finalsieg über Marco Fu beim Grand Prix seinen ersten Titel bei einem Ranglistenturnier. Auch in der Saison 1999/2000 erreichte er zweimal ein solches Endspiel, er unterlag jedoch 1999 im Finale des China International Ronnie O’Sullivan mit 2:9 und 2000 bei den Welsh Open John Higgins mit 8:9. Andererseits gewann er 1999 mit dem Millennium Cup ein Einladungsturnier und gehörte zum siegreichen englischen Team beim Nations Cup.
Allerdings lieferte er im Jahr 2000 auch negative Schlagzeilen, als er positiv auf Cannabis getestet wurde.

### 2001–2010
Mit Siegen beim LG Cup 2001 und den Scottish Open 2002 festigte er seine Position in der Weltspitze. Zum Ende der Saison 2000/01 erreichte er mit Platz 5 sein bestes Ranking. Er zog 2003 ins Halbfinale der Weltmeisterschaft ein und gewann 2006 die Welsh Open; am Ende der Saison 2006/07 fiel er jedoch aus den Top 16. Bis zum Ende des Jahrzehnts rangierte er zwischen Platz 20 und 30.

### 2011–2012
Als mit Beginn des Jahrzehnts – unter der Leitung von Barry Hearn – mehr Profisnookerturniere ausgetragen wurden, zeigte Lees Formkurve wieder nach oben. Er gewann zwei Turniere der neu eingeführten PTC-Serie und wurde Zweiter bei den Haikou World Open 2012. Außerdem gewann er 2012 mit den PTC Grand Finals seinen fünften Major-Ranglistentitel. Damit kehrte er in der Weltrangliste wieder unter die 8 Besten zurück.

### Sperre
Bereits am 12. Februar 2010 war Lee wegen Betrugsverdacht von der Polizei vorläufig festgenommen und verhört worden. Es dauerte zweieinhalb Jahre, in denen Lee weiterhin am Spielbetrieb teilnahm, bis das Verfahren von der britischen Staatsanwaltschaft, dem Crown Prosecution Service, eingestellt wurde. Nur wenige Tage danach kam es bei seinem Premier-League-Spiel gegen John Higgins zu auffälligen Wettmustern auf seine Niederlage. Lee hatte die Partie 2:4 verloren und dabei im sechsten Frame trotz guter Chancen auf den 3:3-Ausgleich sehr viele Fehler gemacht. Also nahm die WPBSA die Untersuchung dieses und des früheren Falls wieder auf; vorsorglich wurde Stephen Lee am 11. Oktober 2012, einen Tag vor seinem 38. Geburtstag, gesperrt.
Der Weltverband ermittelte danach zusammen mit der staatlichen Wettkommission auch mehrere weiter zurückliegende auffällige Spielwetten und kam zu dem Schluss, dass Lee in sieben Fällen von 2008 bis 2009 Wettmanipulationen begangen hatte. Bei den später bekannt gewordenen Fällen galt die Schuld dagegen als nicht erwiesen. Die WPBSA verhängte gegen den Spieler eine Sperre von zwölf Jahren sowie eine Geldstrafe in Höhe von umgerechnet 47.000 €. Lee ging dagegen in Berufung, die jedoch abgewiesen wurde. Zuzüglich Berufungskosten erhöhte sich seine Strafzahlung damit auf knapp 160.000 €. Stephen Lee war bis zu seinem 50. Geburtstag am 12. Oktober 2024 gesperrt. Das bedeutete, dass er bis zu diesem Datum nicht als Profi antreten durfte.

## Persönliches
Stephen Lee ist seit 2005 verheiratet und hat eine Tochter und drei Söhne.

## Erfolge

### Ranglistenturniersiege
- Grand Prix / LG Cup – 1998, 2001
- Scottish Open – 2002
- Welsh Open – 2006
- Players Tour Championship – Grand Finals – 2012

### Minor-Ranglistenturniersiege
- MIUS Cup 2010
- Asian Players Tour Championship – Event 2 – 2012

### Teamwettbewerbe
- Nations Cup – 2000

### Sonstige
- English Amateur Championship – 1992
- Millennium Cup – 1999
- General Cup International – 2011